# Felka Płatek

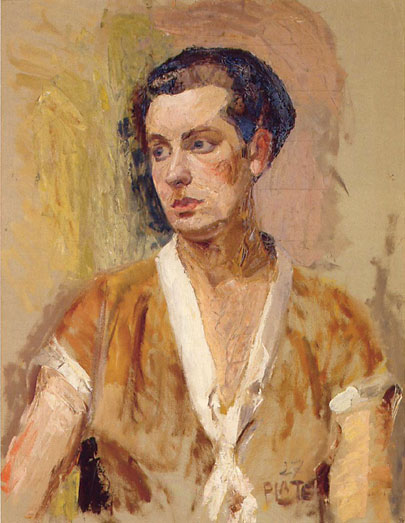
Portret młodej kobiety 1927

Felka Płatek (ur. 3 stycznia 1899 w Warszawie, zm. 2 sierpnia 1944 w KL Birkenau) – polska malarka pochodzenia żydowskiego, żona malarza Feliksa Nussbauma; ofiara Holocaustu.

## Życiorys
Córka Leona Płatka i Salomei z domu Strumfeld. W latach 20. XX w. wyjechała do Berlina na studia malarskie u Ludwiga Meidnera w prywatnych pracowniach malarstwa i rzeźby, tzw. Lewin-Funcke-Schule. Spotkała tam swojego przyszłego męża Feliksa Nussbauma. Gdy w 1932 Nussbaum uzyskał roczne stypendium w Villi Massimo Płatek razem z nim wyjechała do Rzymu. Powstały wówczas jej włoskie pejzaże nadmorskie.
Po roku 1933, gdy do władzy doszli naziści, powrót do Niemiec stał się niemożliwy ze względu na grożące im prześladowania. Para wyjechała więc do Francji, potem do Belgii i zamieszkała w pensjonacie w Ostendzie. W roku 1937 wzięli ślub, co miało pomóc w legalizacji ich pobytu w Belgii. Felka Płatek malowała sceny rodzajowe, a na życie zarabiała malowaniem ceramiki.
W czasie okupacji niemieckiej Nussbaumowie ukrywali się w Brukseli przy Rue Archimède 2. Wskutek donosu zostali aresztowani i przewiezieni do obozu zbiorczego w Mechelen, a stamtąd do obozu zagłady KL Birkenau (Auschwitz II), gdzie zostali zamordowani 2 sierpnia 1944.

## Dzieła
Twórczość Felki Płatek pozostaje w cieniu twórczości jej małżonka, któremu poświęcono budynek muzealny w Osnabrück, zaprojektowany przez architekta Daniela Libeskinda. W zbiorach tego muzeum znajdują się dwa obrazy olejne i 28 gwaszy jej autorstwa. Wiele jej dzieł padło pastwą pożaru w jej berlińskiej pracowni przy Xantener Straße w 1932.
Do jej zachowanej spuścizny należą obrazy:
- autoportrety
- Portret młodej kobiety (1927)
- Martwa natura ze ślimakami i makrelami (ok. 1935)
- Portret pani Etienne (1940)
- Portret Nicolaasa Cornelisa Hogenesa w wieku dwóch lat (1942)